# Freigabemessung
Eine Freigabemessung ist die Prüfung von Räumen oder Gebäuden nach Abschluss von Asbestsanierungen gemäß VDI-Richtlinie (VDI 3492, 06/2013). Sie ist verbindlich vorgeschrieben, bevor die Räume wieder genutzt werden können. 
Freigabemessungen stellen sicher, dass keine gesundheitsgefährdenden Konzentrationen von Asbestfasern mehr vorhanden sind. Dabei wird die Luft im betroffenen Bereich auf mögliche Asbestfasern untersucht. Die Ergebnisse der Messung müssen unterhalb der gesetzlich vorgeschriebenen TRGS 519-Werte (Technische Regeln für Gefahrstoffe) liegen, um eine Freigabe zu ermöglichen. Sie tragen mithin wesentlich zur Sicherheit und zum Schutz der Gesundheit von Bewohnern, Arbeitern und Nutzern bei und verhindern, dass Asbestfasern, die beim Abbruch oder bei Sanierungsarbeiten freigesetzt wurden, langfristig eine Gefahr darstellen.

## Verfahren
Die Freigabemessung erfolgt in mehreren Schritten:
1. Visuelle Kontrolle: Der Sanierungsbereich wird überprüft, um sicherzustellen, dass keine sichtbaren Asbestreste vorhanden sind.[3]
2. Luftmessung: Mit speziellen Geräten wie Asbestfaserzählern wird die Konzentration von Fasern in der Luft gemessen. Dies erfolgt in der Regel durch Rasterelektronenmikroskopie (REM) oder Phasenkontrastmikroskopie (PCM), je nach geforderter Genauigkeit.[4]
3. Bewertung und Dokumentation: Die Messergebnisse werden mit den Grenzwerten verglichen. Liegen die Werte unter dem zulässigen Niveau, wird eine Freigabe erteilt.

## Rechtliche Grundlagen
Die Durchführung von Freigabemessungen ist in Deutschland durch die Gefahrstoffverordnung (GefStoffV) geregelt. Die Richtlinie VDI 3492 konkretisiert die Anforderungen an die Messverfahren und die Qualifikation der Messstellen. Zudem müssen alle beteiligten Personen entsprechend der TRGS 519 geschult sein.